# Konstantin Szurgajewicz
Konstantin Nikołajewicz Szurgajewicz, ros. Константин Николаевич Шургаевич (ur. w 1894 w Międzybużu, zm. 2 sierpnia 1962 w São Paulo) – rosyjski wojskowy (sztabsrotmistrz), biały emigrant, oficer Rosyjskiego Korpusu Ochronnego podczas II wojny światowej.

## Życiorys
Ukończył 2 korpus kadetów, a w 1914 r. szkołę kawaleryjską w Jelizawetgradzie. Brał udział w I wojnie światowej jako młodszy oficer 12 Pułku Husarzy. W 1918 r. przystąpił do Białych. Służył w 2 Drozdowskim Pułku Konnym, a następnie w szwadronie 12 Pułku Husarzy. Doszedł do stopnia sztabsrotmistrza. Po ewakuacji z Krymu, w listopadzie 1920 r., do Gallipoli, zamieszkał na emigracji w Królestwie SHS. Po zajęciu Jugosławii przez wojska niemieckie w kwietniu 1941 r., wstąpił do nowo formowanego Rosyjskiego Korpusu Ochronnego. Po zakończeniu wojny wyemigrował do Brazylii.